# 최형욱 (정치인)
최형욱(崔亨旭, 1957년 11월 19일 ~ )은 대한민국의 정치인이다. 민선 7기 부산광역시 동구청장이다.

## 학력
- 동아고등학교 졸업
- 동아대학교 독어독문학 학사
- 동아대학교 언론홍보대학원 신문방송학 석사과정 수료

## 경력
- 부산광역시 명예사회복지사
- 2006.07 ~ 2010.06 제5대 부산광역시의회 의원(민선 4기, 부산 동구 제1선거구, 한나라당, 초선)
- 2009 ~ 2010 부산진해경제자유구역 조합회의 의장
- 2010.07 ~ 2014.03 제6대 부산광역시의회 의원(민선 5기, 부산 동구 제1선거구, 한나라당→새누리당, 재선)
- 2010.07 ~ 2012.07 제6대 부산광역시의회 전반기 보사환경위원회 위원
- 2010.07 ~ 2014.03 제6대 부산광역시의회 전반기 기획재경위원회 위원장
- 2011.07 ~ 2012.02 제6대 부산광역시의회 지방분권특별위원회 위원장
- 2012.07 ~ 2014.03 제6대 부산광역시의회 후반기 기획재경위원회 위원장
- 2014.05 ~ 2015.08 새누리당 부산광역시당 중구·동구 당원협의회 위원장 직무대행
- 2017.02 자유한국당 탈당
- 2017.03.27 더불어민주당 입당
- 2018.01 ~ 2018.10 더불어민주당 부산광역시당 해양수도특별위원회 위원장
- 2018.07 ~ 2022.06 제43대 부산광역시 동구청장(민선 7기, 더불어민주당, 초선)
- 2019.01 ~ 2020.04 더불어민주당 부산광역시당 서구·동구 지역위원장 직무대행
- 2020.07 ~ 2022.06 더불어민주당 부산광역시당 서구·동구 지역위원장 직무대행
- 2022.07 ~ 더불어민주당 부산광역시당 서구·동구 지역위원회 위원장
- 2022.10 ~ 더불어민주당 부산광역시당 수석대변인

## 범죄전력
- 교통사고처리특례법위반, 도로교통법위반: 벌금 1,000,000원 - 1997년 9월 8일 선고[1]

### 출장비 유용
2020년 1월 15일부터 20일 간 최형욱 부산광역시 동구청장은 미국 하와이에서 열린 동구 글로벌리더십캠프 업무협약 체결을 위해 국외 출장을 다녀왔고, 최형욱과 A 비서실장은 부산광역시동구의회로부터 출장비 836만 원을 지급받았다. 항공 운임은 최형욱의 비즈니스 클래스 1석 415만 원 등 총 542만 원이었다. 그런데 출장에 최형욱의 아내가 동행하였고, 최형욱은 비즈니스 클래스 대신 프리미엄 이코노미 좌석을 2석 구매해 부인을 앉혔다. 그런데도 배우자의 항공 운임은 의회에 보고되지 않는 등 별도 처리되지 않았다.
경찰은 최형욱이 약 130만원을 개인적으로 유용한 것으로 보고 검찰에 송치하였다.
2022년 6월 7일 부산지방검찰청은 업무상배임 죄로 최형욱을 기소유예 처분하였다.

## 역대 선거 결과
|  | 66.40% |

|  | 51.70% |

|  | 52.57% |

|  | 39.91% |

|  | 42.04% |